# Вулиця Ольговичів
Вулиця Ольговичів — вулиця в Новозаводському районі міста Чернігова, історично сформована місцевість Лісковиця. Пролягає від вулиці Святославської до кінця забудови.

## Історія
З радянських часів це був провулок Нахімова — на честь російського флотоводця, адмірала Павла Нахімова — за назвою вулиці Нахімова, від якої пролягає.
21 лютого 2023 року провулок Нахімова перейменували на вулицю Ольговичів на честь княжого роду Ольговичів.

## Забудова
Вулиця пролягає у бік озера Млиновище — у південно-західному напрямку між Святославською та Гаєвою вулицями, є проїзди до цих вулиць. Парна та непарна сторони вулиці зайняті садибною забудовою.